# Metlobo
Metlobo est une ville du Botswana.